# La Chavanne
La Chavanne település Franciaországban, Savoie megyében. Lakosainak száma 725 fő (2022. január 1.). La Chavanne Montmélian, Planaise és Sainte-Hélène-du-Lac községekkel határos.

## Népesség
A település népességének változása:
| Lakosok száma | 660  | 637  | 657  | 685  | 735  | 747  | 740  | 733  | 725  |
|               | 2013 | 2015 | 2016 | 2017 | 2018 | 2019 | 2020 | 2021 | 2022 |